# Chromofoor
De chromofoor, letterlijk: kleurdrager is het gedeelte van het molecuul dat verantwoordelijk is voor de absorptie van licht in het zichtbare en ultraviolette deel van het elektromagnetische spectrum. Vooral in organische stoffen is een semi-empirische regel ontwikkeld voor de relatie tussen het absorptiemaximum in het spectrum en de structuur van het molecuul. Algemeen geldt dat naarmate het geconjugeerde systeem groter is - meer elektronen bevat - de golflengte van de maximumabsorptie naar hogere waarden verschuift, meer in het rode gebied van het spectrum terechtkomt.  Het energieverschil tussen grondtoestand en aangeslagen toestand wordt dus kleiner.
Organische chromoforen bevatten geconjugeerde systemen zoals aromatische groepen of koolstofketens die afwisselend enkele en dubbele bindingen bevatten. 

Organische verbindingen met verschillende soorten chromoforen
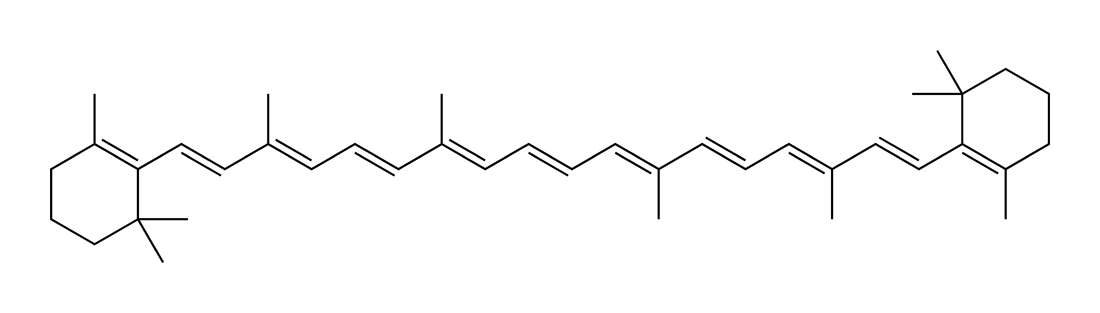
bètacaroteen
heem b
fenolftaleïne (gekleurde vorm)
azoverbindingen